# Tom Brier
Tom Brier, född 3 oktober 1971 i Oakdale i Kalifornien i USA, är en amerikansk ragtime-pianist och kompositör.

## Uppväxt
Tom Brier växte upp i Oakdale, Kalifornien, ett jordbrukssamhälle i Great Central Valley söder om Sacramento. När Brier var fyra år gammal köpte hans föräldrar ett mekaniskt piano till honom. Vid fem års ålder började han ta pianolektioner av en lokal lärare.
Efter gymnasiet studerade Brier vid California State University i Turlock, till civilingenjör i datavetenskap och tog en kandidatexamen 1993. Sedan dess har han tjänstgjort i Sacramento som programmerare och designer. Vid sidan av sitt arbete har han komponerat pianomusik och uppträtt vid många musikevenemang.

## Musikalisk karriär
1985 väckte Tom intresse hos Larry Applegate, ordförande för Sacramentos Ragtime-association. Brier blev inbjuden till att uppträda på föreningsmöten. Briers tolkningar av klassiker av ragtimemusik beskrevs som aggressiva och väckte allmänhetens uppmärksamhet. Han blev i synnerhet uppmärksammad för sin djupgående kunskap om olika genrer av tidig Ragtime-musik.
Brier har främst uppträtt vid musikevenemang dedikerade till ragtimemusik på USA:s västkust. Han har uppträtt på konserter i bland annat Sedalia, Columbia i Missouri, Phoenix och Indianapolis.
2006 hade han komponerat fler än 150 kompositioner. Briers kompositioner består av ett brett utbud av olika subgenrer av Ragtime-musik och nära besläktade musikstilar som klassisk Ragtime. Han har också samarbetat med många Ragtime-kompositörer som Eric Marchese, Neil Blaze, Gil Lieberknecht och Kathi Backus.

## Olycka
Brier var med om en bilolycka i augusti 2016 där en lastbil som kom bakifrån krossade hans bil och tryckte in honom i bilen framför. Brier låg i koma under en tid efter olyckan.

## Album
Tom Brier har släppt åtta album, varav ett med Nan Bostick.
- Rising Star (1994)
- Generic (1997)
- Piano (2000)
- Dualing at the McCoys (2002) - pianotduetter med Nan Bostick
- Skeletons (2003)
- Rewind (2006)
- Blue Sahara (2009)
- Constellations (2012)